# مكورة لبنية
المكورة اللبنية أو بكتريا متماثلة التخمر هي جنس من بكتيريا حمض اللبنيك كانت مشمولة سابقا ضمن جنس السبحية من المجموعة N1. وهي تعرف أيضا بأنها بكتيريا مثلية التخمير أي أنها تنتج مادة واحدة هي حمض اللاكتيك في هذه الحالة وهو المنتج الرئيسي أو الوحيد لعملية تخمير الجلوكوز. يمكن أن تتبدل الصفات مثلية التخمير لهذه البكتيريا عن طريق ضبط ظروف زراعتها كالالرقم الهيدروجيني وتركيز الجلوكوز والمحددات الغذائية الأخرى. وهي بكتيريا موجبة غرام وسالبة الكتليز وهي مكورة غير متحركة توجد منفردة أو على شكل أزواج أو سلاسل. يشتمل جنس المكورة اللبنية على سلالات اكتشف أنها تنمو عند أو أقل من 7˚ سليسيوس.